# Экономика Монако
Экономика Монако развивается в основном за счёт туризма, игорного бизнеса, строительства новых резиденций, а также за средства СМИ, освещающих жизнь княжеской семьи. Из-за фактического отсутствия свободных земель, сельское хозяйство в стране отсутствует. В настоящее время порядка 90 % экономически активного населения занято в сфере услуг, что обеспечивает около 50 % ВВП страны, оставшиеся 8 % заняты в мелких промышленных предприятиях (эта доля составляла порядка 13 % в 1993 году).

## Государственный сектор
Несмотря на высокую степень приватизации, государство сохранило свою монополию в таких секторах экономики как продажа табачных изделий, телефонная связь и почтовые услуги. Основными источниками государственных доходов, которые в 1995 составляли 518 млн долл. были налоги с банков, гостиниц, курортов, казино и продажи почтовых марок.

## Сектора экономики
Княжество широко известно как туристический центр благодаря казино и прекрасному климату: 300 солнечных дней в году. Однако современное Монако характеризуется наличием хорошо развитой и диверсифицированной экономики, в которой туризм играет важную, но не доминирующую роль.
ВВП княжества оценивается в 870 млн долларов США (1999). Основными отраслями экономики являются туризм, строительство, фармацевтическая, химическая и электронная промышленность, банковский и финансовый сектор. Годовой оборот зарегистрированных в стране компаний превышает 9 млрд евро.
ВВП по основным секторам экономики в стоимостном выражении в объёме (млн евро)
|                                                                                | 2013    | 2014    |
| ------------------------------------------------------------------------------ | ------- | ------- |
| Финансовая и страховая деятельность                                            | 822,0   | 897,4   |
| Научно-техническая деятельность, административные и вспомогательные виды услуг | 826,3   | 835,5   |
| Реальная деятельность недвижимости                                             | 415,5   | 541,5   |
| Оптовая торговля                                                               | 414,3   | 483,9   |
| Строительство                                                                  | 381,6   | 415,5   |
| Государственное управление, образование, здоровье человека и социальные услуги | 392,4   | 409,6   |
| Розничная торговля                                                             | 346,3   | 355,8   |
| Общественное питание                                                           | 360,0   | 347,7   |
| Другие виды услуг                                                              | 231,3   | 343,3   |
| Производство и переработка полезных ископаемых и разработка карьеров           | 308,5   | 256,6   |
| Информационные и коммуникационные                                              | 242,5   | 244,2   |
| Транспортировка и хранение                                                     | 195,2   | 192,1   |
| Итого                                                                          | 4 936,0 | 5 321,3 |

Номинальный ВВП
|                            | 2005      | 2006      | 2007      | 2008      | 2009      | 2010      | 2011 | 2012 | 2013    | 2014    | 2015    |
| -------------------------- | --------- | --------- | --------- | --------- | --------- | --------- | ---- | ---- | ------- | ------- | ------- |
| Номинальный ВВП (млн евро) | 3 441,691 | 3 717,458 | 4 365,100 | 4 492,737 | 4 000,346 | 4 129,501 |      |      | 4 936,0 | 5 321,3 | 5 420,3 |

## Внешняя торговля
Внешняя торговля (млн евро)
|      | Экспорт | Импорт | Сальдо |
| ---- | ------- | ------ | ------ |
| 2014 | 872,2   | 1119,0 | -246,7 |
| 2015 | 842,6   | 1196,7 | -354,1 |
| 2016 | 905,8   | 1287,2 | -381,4 |

## Туризм
Туризм в Монако традиционно имеет элитную специализацию. В 2006 году в стране имелось 2 800 номеров в которых было зарегистрировано 900 000 постояльцев. Из них 19 % составили граждане Италии, 18 % Франции, 15 % Великобритании, 13 % США, 5 % Германии, 4 % Российской Федерации.
Вместимость отеля и процент занятости (2015)
| Ранг отеля     | Отелей | Номеров | Кроватей | Сдано номеров | Вместимость отеля | % Заполняемости |
| -------------- | ------ | ------- | -------- | ------------- | ----------------- | --------------- |
| Отель 2 звезды | 2      | 41      | 80       | 10 077        | 14 965            | 67,34 %         |
| Отель 3 звезды | 4      | 445     | 896      | 123 211       | 162 425           | 75,86 %         |
| Отель 4 звезды | 4      | 1389    | 2835     | 331 232       | 506 985           | 65,33 %         |
| Отель 5 звезд  | 4      | 626     | 1278     | 96 664        | 156 820           | 61,64 %         |
| Итого          | 14     | 2501    | 5089     | 561 184       | 841 195           | 66,71           |

## Продажа недвижимости
Монако считается вторым самым дорогим рынком жилья в мире после Гонконга. Стоимость квадратного метра здесь может равняться около 80 000 евро. 2014 год стал лучшим за всю историю продаж, объём продаж недвижимости в этом году достиг 2,4 млрд евро, превысив показатели «пикового» 2007 года.

## Занятость
Уровень безработицы в княжестве гораздо ниже, чем в соседних Франции и Италии. Общее число рабочих мест — 45 000 — превышает количество жителей страны. Значительная часть работающих в Монако — иностранцы. Княжество отличается очень либеральной системой налогообложения. Доходы физических лиц (как граждан Монако, так и иностранцев, постоянно проживающих в Монако, за исключением французов) не облагаются налогами. Княжество имеет тесные экономические связи с Францией. Две страны имеют общие таможенную и финансовую системы. Монако зависит от импорта французской электроэнергии.
Занятость населения
|                                        | 2007   | 2008   | 2009   | 2010   | 2011   | 2012   | 2013   | 2014   | 2015   |
| -------------------------------------- | ------ | ------ | ------ | ------ | ------ | ------ | ------ | ------ | ------ |
| Публичный сектор                       | 4 001  | 3 959  | 4 069  | 4 129  | 4 153  | 4 168  | 4 238  | 4 336  | 4 452  |
| Частный сектор                         | 43 164 | 44 736 | 44 265 | 45 147 | 44 544 | 45 441 | 46 600 | 47 903 | 47 504 |
| в том числе государственные учреждения |        |        |        |        | 2 047  | 2 096  | 2 369  | 2 423  | 2 466  |
| Итого                                  | 47 165 | 48 695 | 48 334 | 49 276 | 48 697 | 49 609 | 50 837 | 52 239 | 51 956 |

## Денежные единицы
С 1837 по 2001 год национальной валютой Монако был монегасский франк, обращавшийся параллельно с французским франком. 1 января 2002 года в Монако введена в обращение новая валюта — евро. Страна получила право чеканить собственные евромонеты с национальным рисунком на одной из сторон монеты. Чеканка евромонет Монако производится только Парижским монетным двором, квота чеканки монет Монако составляет 1/500 квоты чеканки монет Франции.

## Экономические проблемы
В 1990-е годы темпы роста ВВП страны (в среднем около 1,1 % в год) несколько отставали от темпов роста её населения, что привело к росту дефицита бюджета, который в 1999 достиг 52 млн долларов. Это в свою очередь подтолкнуло правительство к принятию ряда мер по модернизации и диверсификации экономики страны. В настоящее время ухудшающееся экономическое положение Франции, Италии и других стран Еврозоны несёт риски для банковского сектора страны.

## Конституционный резервный фонд
Создание в 1962 году Конституции, Конституционный Резервный Фонд (Constitutional Reserve Fund (CRF) является резервом Монако, «заначкой» в стране. Это автономный объект учета, со своими собственными активами, а также ему принадлежит особый статус. В соответствии с Конституцией, доходы Фонда состоят из любых излишек доходов над расходами, зарегистрированными после окончания бюджетного года, а также доход от финансового управления, управления недвижимостью и продажей подвижных или основных средств. Также включены в Конституционный Резервный Фонд доходы от прироста капитала в результате продажи активов или переоценки движимого или недвижимого имущества недвижимости. Расходы включают в себя, в соответствии с Конституцией, любой излишек расходов по выручке, зарегистрированный после окончания бюджетного года, а также расходы на управление финансами, управление недвижимостью (недвижимым имуществом), приобретение движимого имущества или реальных активов по операциям с недвижимостью, а также при потере капитала в результате продажи или обесценивания этих активов. Резервы на 2015 год составили 4 676 млн евро.

## Доходы населения
С 1 января 2019 года минимальный размер оплаты труда в Монако составляет 1695,07 евро в месяц и 10,03 евро в час при 39-часовой рабочей неделе и 169 рабочих часах в месяц. В Монако нет подоходного налога.